# Manuel Aravena
Manuel Aravena (* 29. Juni 1954) ist ein ehemaliger chilenischer Radrennfahrer.

## Sportliche Laufbahn
Aravena war im Bahnradsport und Straßenradsport aktiv. Er war Teilnehmer der Olympischen Sommerspiele 1984 in Los Angeles. Das olympische Straßenrennen beendete er nicht. Er war neben Roberto Muñoz, der das Rennen ebenfalls nicht beendete, der einzige Starter Chiles im Einzelrennen.
Bei den Panamerikanischen Meisterschaften 1981 siegte Aravena im Straßenrennen. Das Mannschaftszeitfahren der Meisterschaften gewann er ebenfalls. In der Mannschaftsverfolgung kam sein Vierer nicht in die Medaillenränge.